# Melanthera aspera
Melanthera aspera là một loài thực vật có hoa trong họ Cúc. Loài này được (Jacq.) Rendle mô tả khoa học đầu tiên năm 1936.